# Enrique Osses

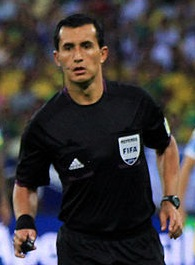
Enrique Osses (2013)

Enrique Roberto Osses Zencovich (* 26. Mai 1974 in Santiago de Chile) ist ein ehemaliger chilenischer Fußballschiedsrichter und seit 2005 internationaler Schiedsrichter der FIFA.

## Werdegang
Neben zahlreichen Einsätzen in der ersten chilenischen Liga, leitete Enrique Osses außerdem bereits viele Begegnungen der Copa Libertadores und der Copa Sudamericana. Unparteiischer war er bei zwei Partien der Copa América 2011 in Argentinien. Im selben Jahr leitete er auch ein Spiel bei der Klub-Weltmeisterschaft.
Er nahm am Konföderationen-Pokal 2013 in Brasilien teil und leitete am 26. Juni in Belo Horizonte das erste Halbfinale zwischen Brasilien und Uruguay. Osses wurde für die Fußball-Weltmeisterschaft 2014 nominiert und leitete zwei Gruppenspiele.

### Einsätze bei der Fußball-Weltmeisterschaft 2014
| Phase        | Datum         | Spielort | Heimmannschaft | Gastmannschaft | Ergebnis  |
| ------------ | ------------- | -------- | -------------- | -------------- | --------- |
| Gruppenphase | 14. Juni 2014 | Recife   | Elfenbeinküste | Japan          | 2:1 (0:1) |
| Gruppenphase | 20. Juni 2014 | Recife   | Italien        | Costa Rica     | 0:1 (0:1) |